# Avima albiornata
Avima albiornata is een hooiwagen uit de familie Agoristenidae.